# 擬クーフィー様式
擬クーフィー様式（ぎクーフィーようしき、英語: Pseudo-Kufic）、別名クーフェスク（英語: Kufesque、擬アラビア様式 英語: Pseudo-Arabic）は、アラビア文字のクーフィー体の直線的、幾何学的文様を参考にして成立した中世ルネサンス期の様式である。「ヨーロッパの芸術において、イスラーム建築に利用されていた直線的、幾何学的なアラビア文字のクーフィー体を模倣して成立したものはしばしば擬クーフィー様式と呼ばれる。」。擬クーフィー様式は特にルネサンス美術において聖地に関わる人物、特に聖母マリアを描写する際によく利用された。擬クーフィー様式は西洋芸術におけるイスラームの影響の一例といえる。

## 早期擬クーフィー様式の例

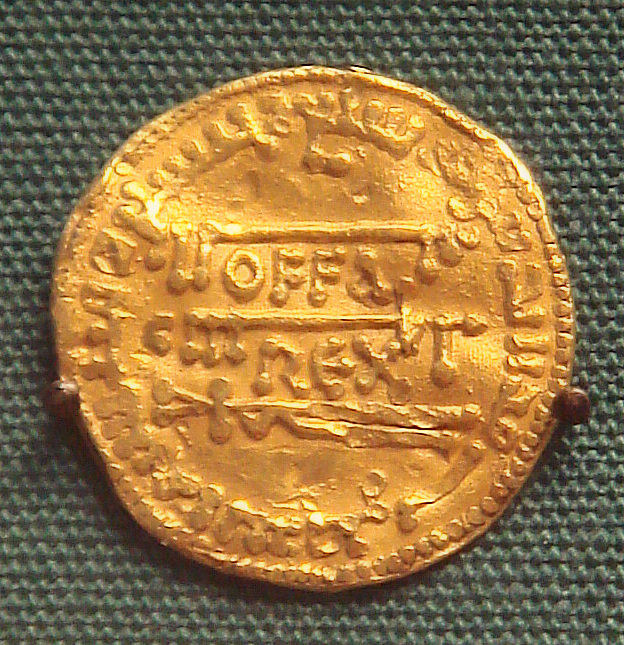
マーシア王オファ (在位757年–796年)により、アッバース朝 (774)のディナール金貨を真似て制作されたマンクス。クーフィー体の直線形の文字の中に「Offa Rex」 (オファ王) の文字が見られる。

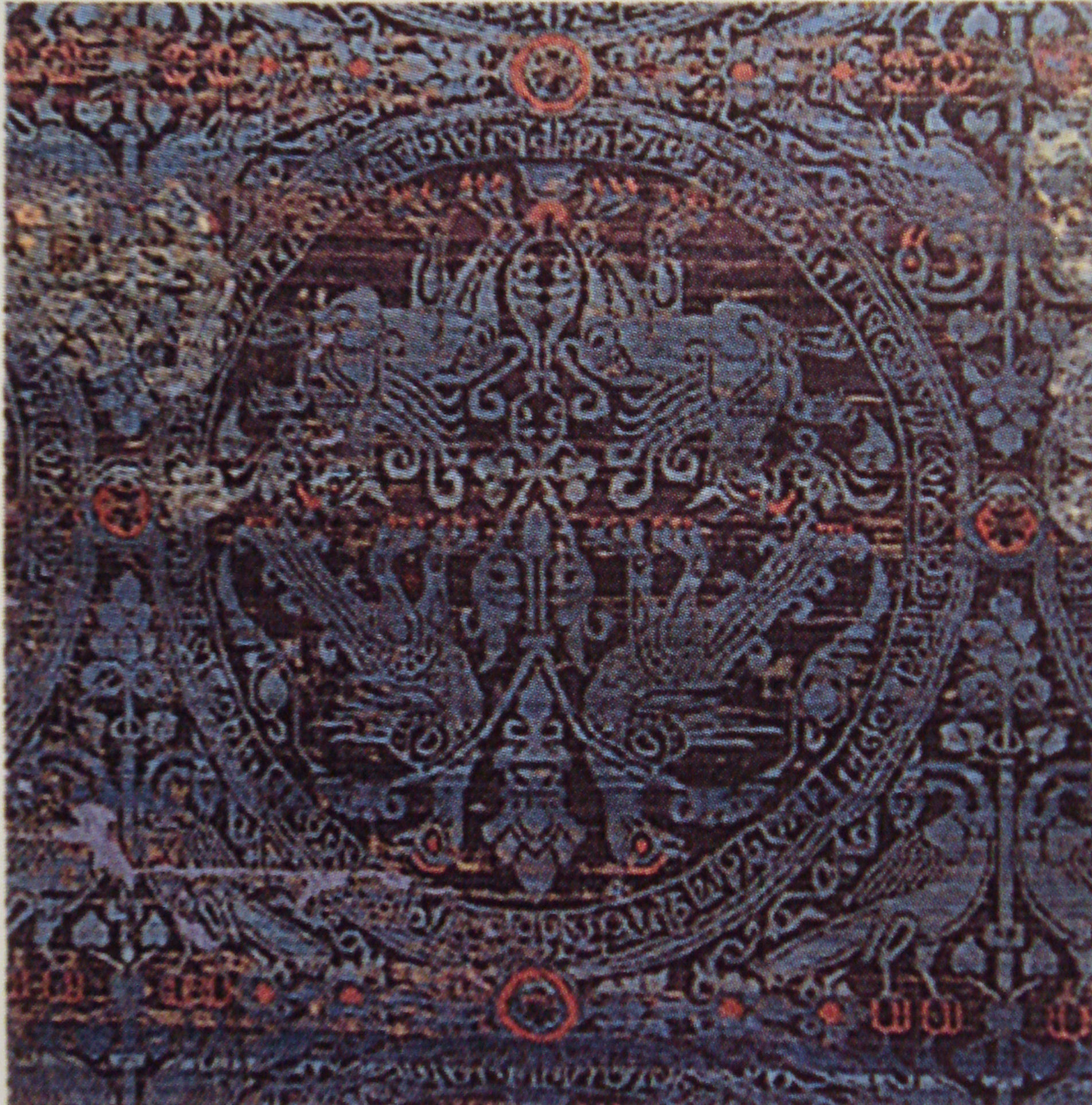
東ローマ帝国の遮蔽布、中央の円の縁に見られる擬クーフィー様式, 12世紀

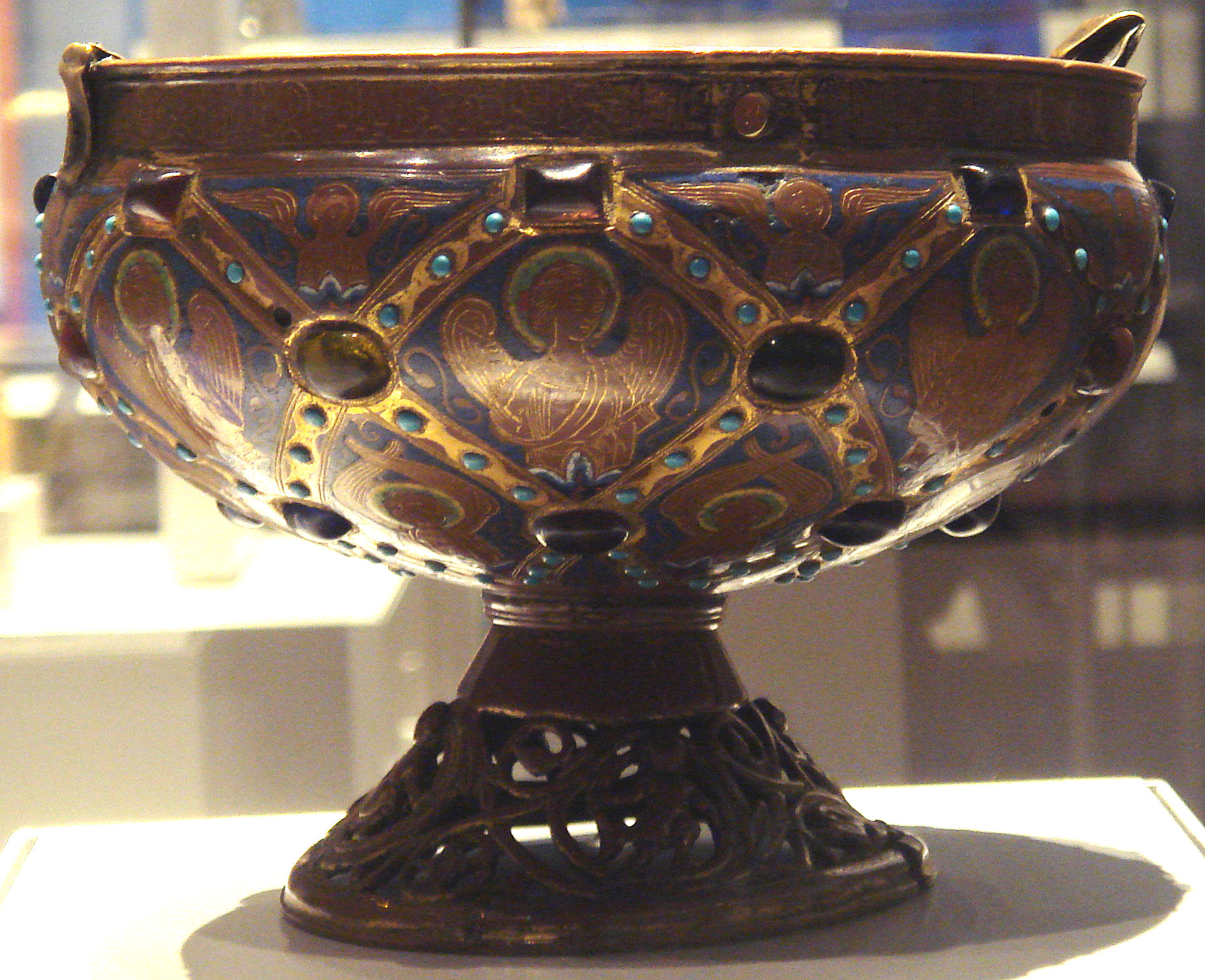
リモージュ琺瑯のチボリウムに見られる擬クーフィー様式, リモージュ, フランス, 1215-30. 大英博物館収蔵

クーフィー体を模倣した最初の例は8世紀のマーシア王オファ (在位757年–796年) がイスラム圏のディナールを模倣した金貨を製造した例とされている。774年にアッバース朝第二代カリフマンスールが鋳造したディナールの模倣品であり、コインの裏面には「Offa Rex」と刻印されている。貨幣に刻印されたクーフィー体のアラビア文字に多くの間違いを含んでいることから、当時の貨幣鋳造士はアラビア語を全く理解していなかったことが分かる。この貨幣は、当時イスラム教国家であったアンダルスとの貿易を行うため、もしくはオファがローマに約束した年間365マンクスの支払いのために鋳造されたと考えられている。
10世紀半ば、アマルフィやサレルノなどの南イタリアより、アラブ地域で流通していた貨幣を模倣したタリと呼ばれる貨幣が作られたが、擬クーフィー様式ははっきりとした形では見られない。
大英博物館に収蔵されている13世紀フランスのリモージュ琺瑯で制作されたチボリウムにはクーフィー体の文字とイスラーム建築を模倣したひし形のデザインが施されている。擬クーフィー様式はリモージュで装飾様式として定着し、アキテーヌ地域圏で長期間にわたって使用されていた。

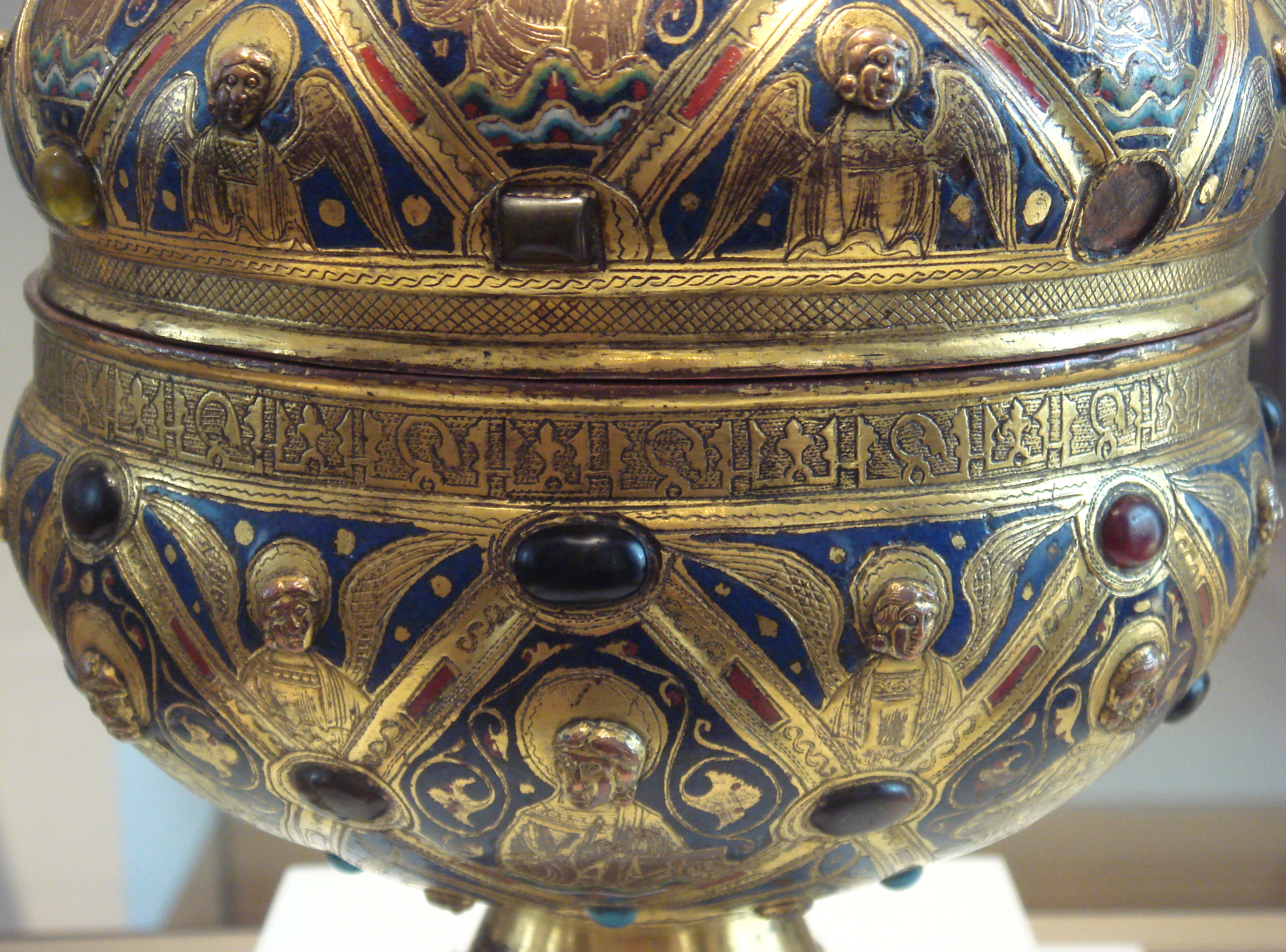
リモージュ琺瑯のチボリウム（英語版）に見られる擬クーフィー様式、ルーヴル美術館収蔵。
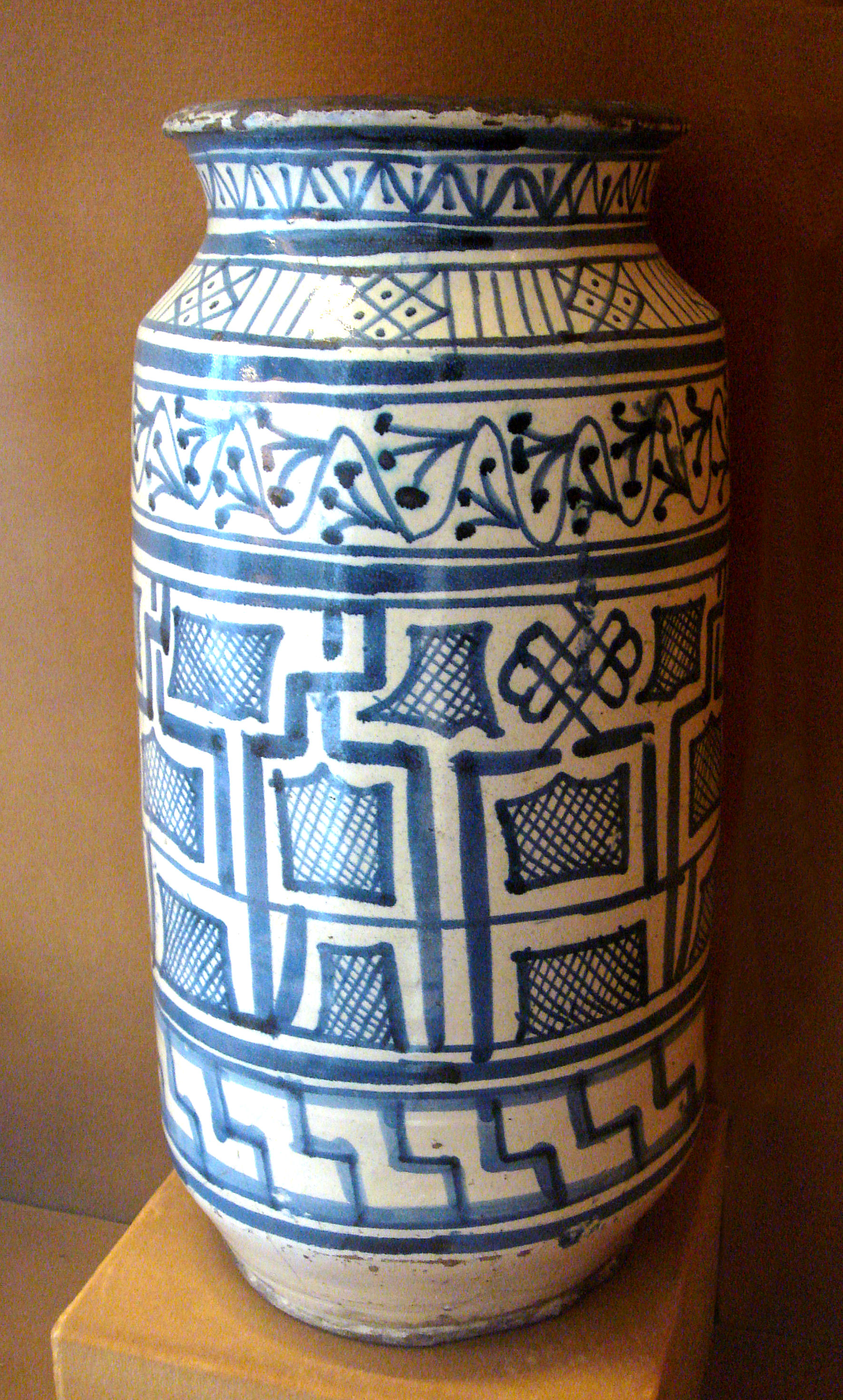
擬クーフィー様式を取り入れて染付されたファイアンス焼の作品「アルバレッロ（英語版）」, トスカーナ州, 15世紀後半

## ルネサンス期

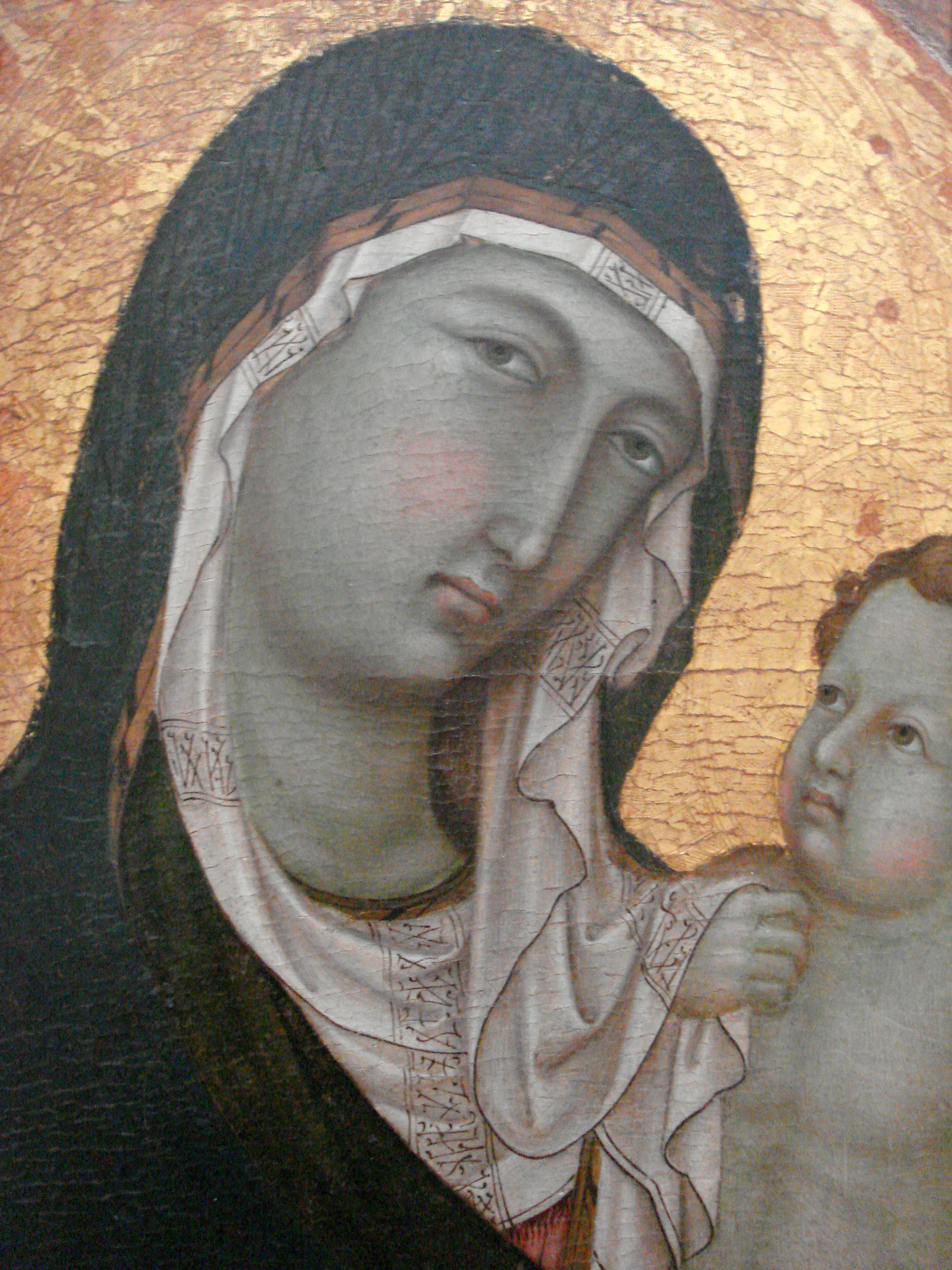
擬クーフィー様式の頭巾をかぶった聖母マリア, ウゴリーノ・ディ・ネリオ, 1315-1320

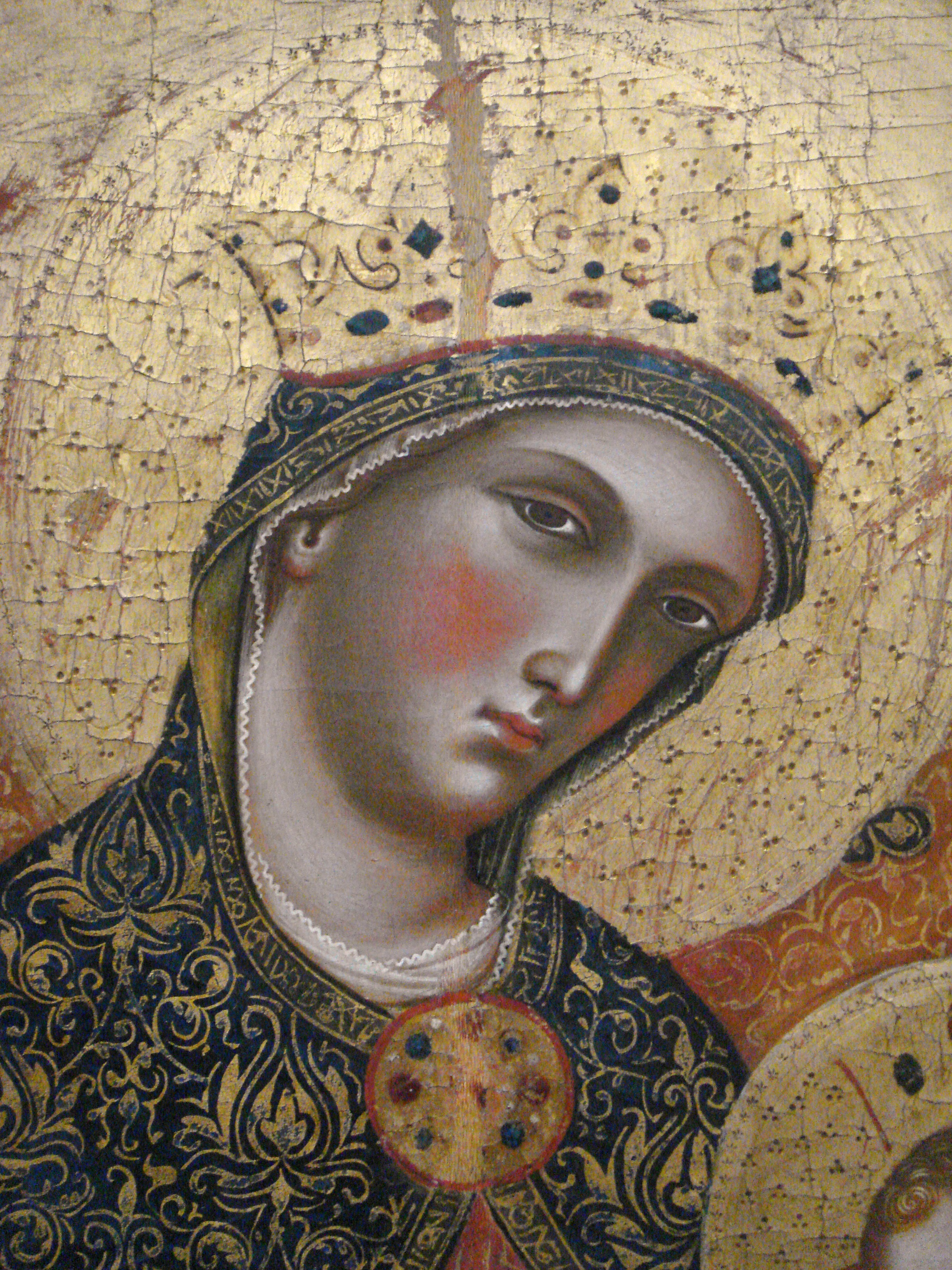
パオロ・ヴェネジアーノの「聖母マリアと子」, 1358。擬クーフィー様式が外套の縁に見られる。 ルーヴル美術館収蔵

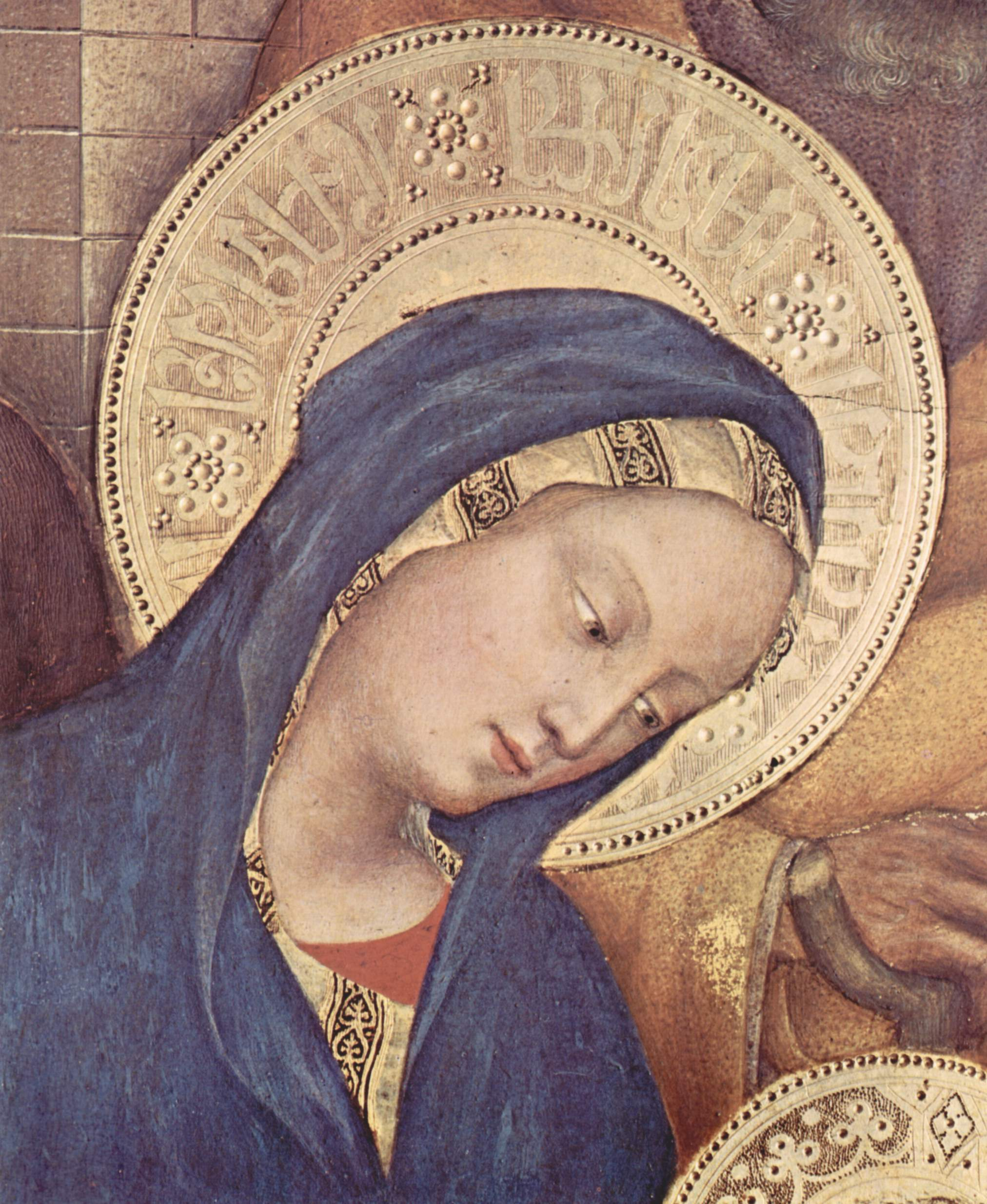
ジェンティーレ・ダ・ファブリアーノ作の「東方三賢人の崇敬」、聖母マリアの光背に見られる擬アラビア様式。光背の中の文字は花形の模様により分割されている。(1423)

擬クーフィー様式の多くの例は10世紀から15世紀にかけてヨーロッパの芸術作品で見られる。擬クーフィー様式による碑文は11世紀半ばから12世紀半ばにかけて東ローマ帝国建築でしばしば見られ、12世紀半ばから13世紀半ばにかけフランスやドイツの宗教壁画でも見られるようになった。擬クーフィー様式は書籍や織物、宗教画の光背や絵画の縁などの装飾体としてもとりいれるようになった。この時期の擬クーフィー様式はジョット・ディ・ボンドーネ (1267年-1337年) の絵画に多く見られる
ロサモンド・マックによると、1300年から1600年にかけてイタリアの芸術で取り入れられるアラビア文字はクーフィー体から続け書きのアラビア文字へと変化していき、一般的に「擬アラビア様式」とでも呼ばれるべきものへと変化していった。金箔の光背に擬クーフィー様式を取り入れる習慣は1350年を境に見られなくなっていったが、フィレンツェで絵画界で影響力を持ったジェンティーレ・ダ・ファブリアーノやキリスト教の影響を受けたマサッチオ、よりゴシック様式へ傾倒していたジョバンニ・フランチェスコ・トスカーニやフラ・アンジェリコといった画家の作品によって再度流行した。

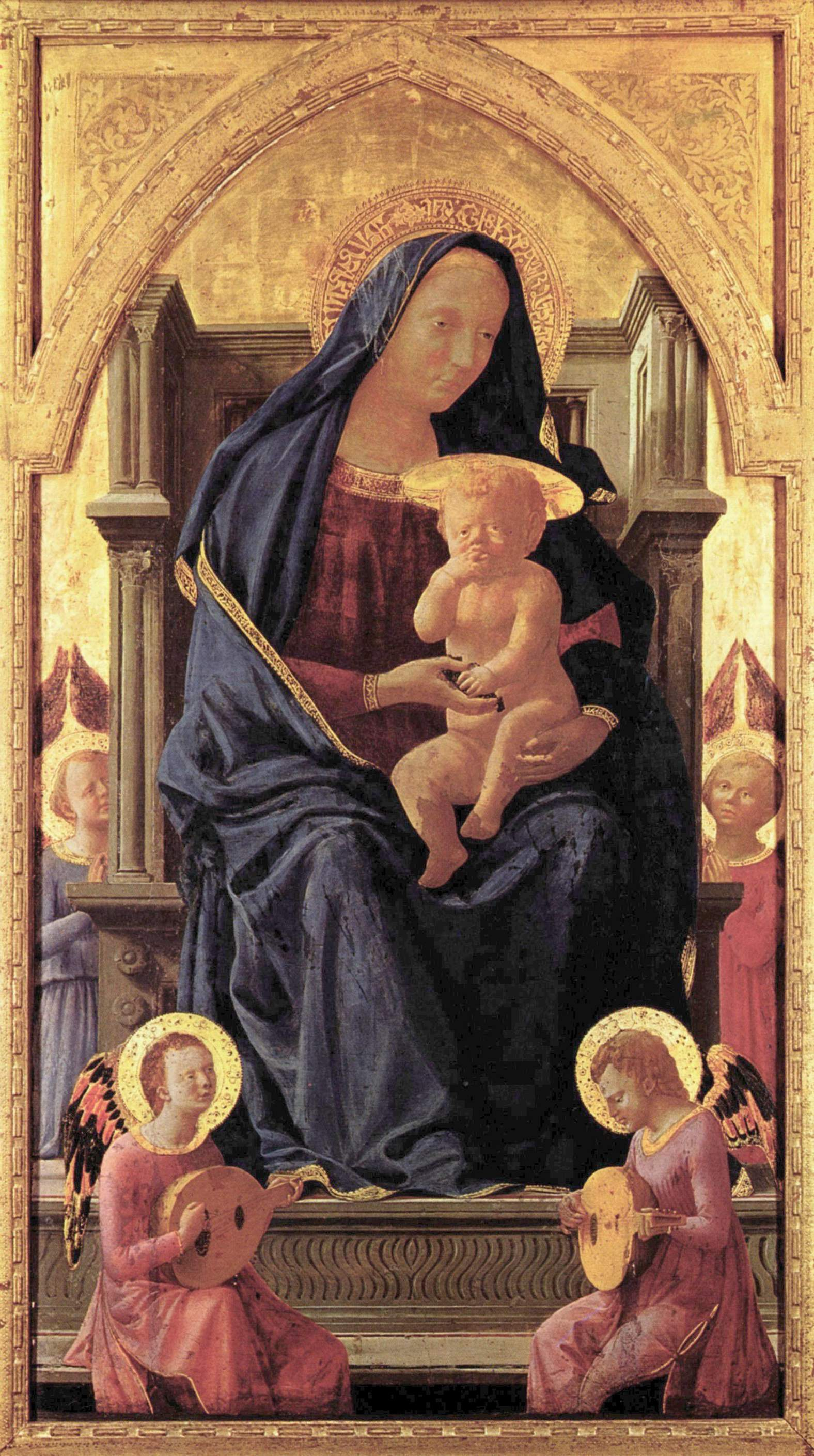
聖母マリア像に見られる擬アラビア様式の光背, マサッチオ (1426).

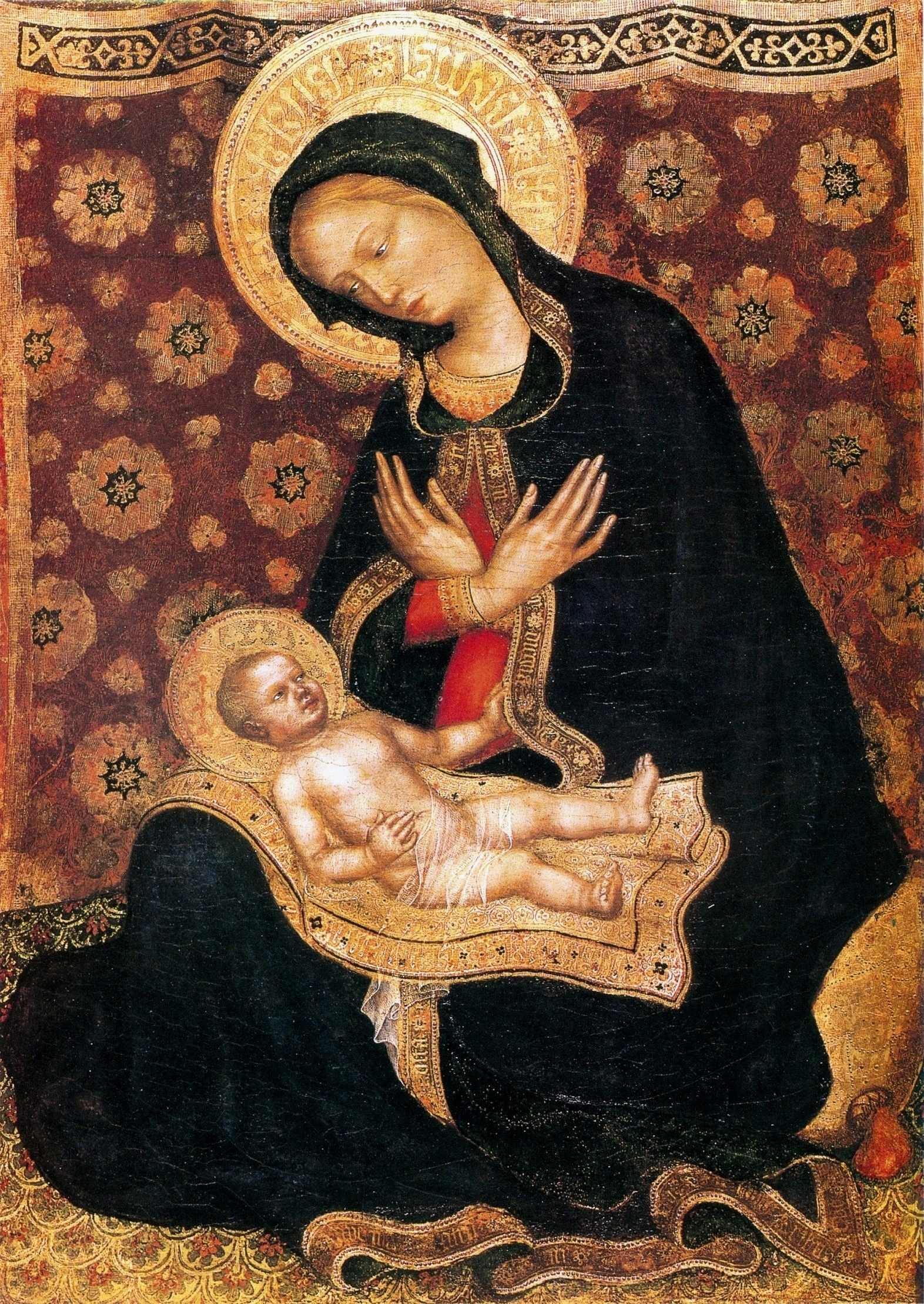
擬アラビア様式の毛布に包まれたキリスト, ジェンティーレ・ダ・ファブリアーノ

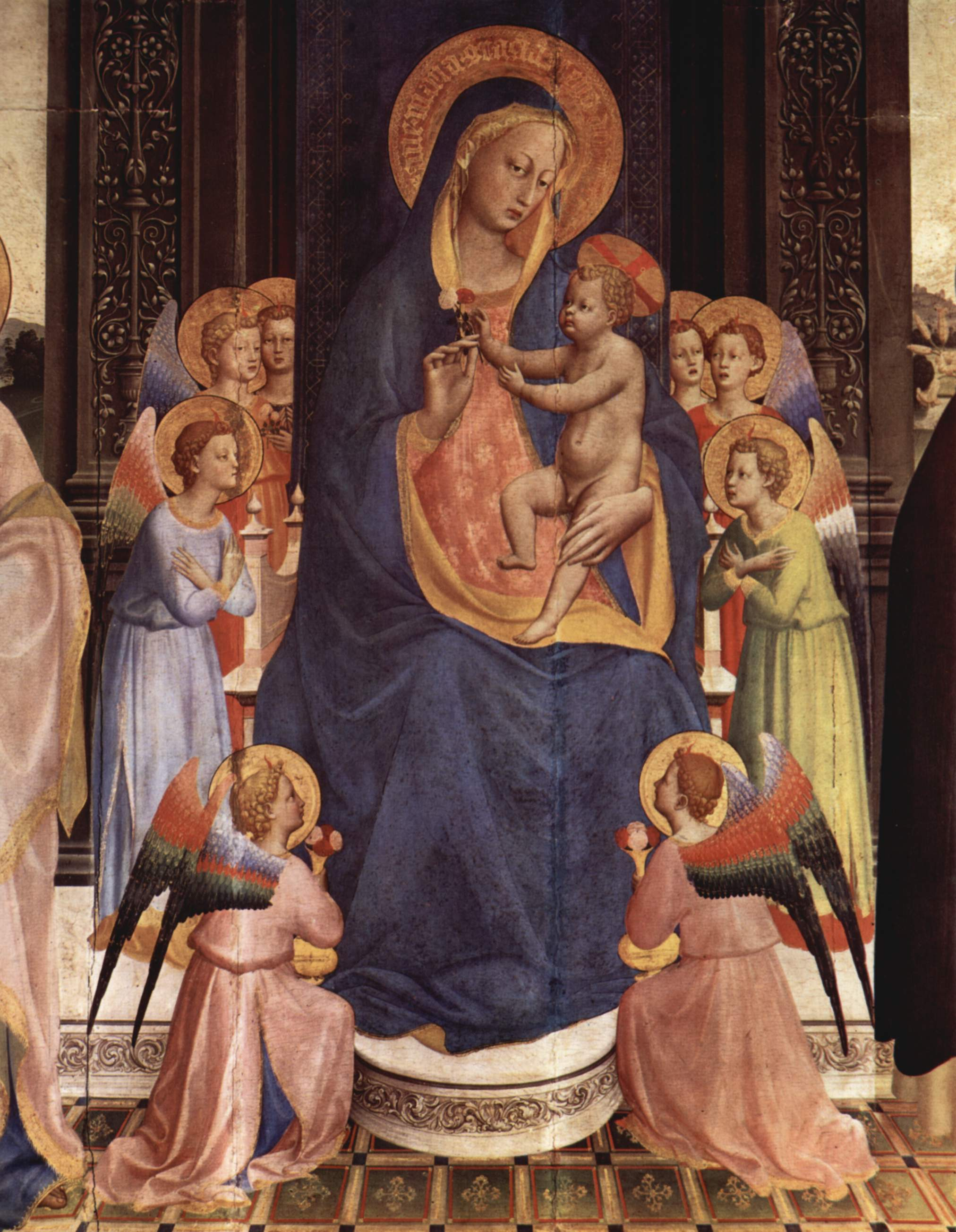
聖母マリア像に見られるゴシック擬クーフィー様式の光背, フラ・アンジェリコ作 (1428-1430).

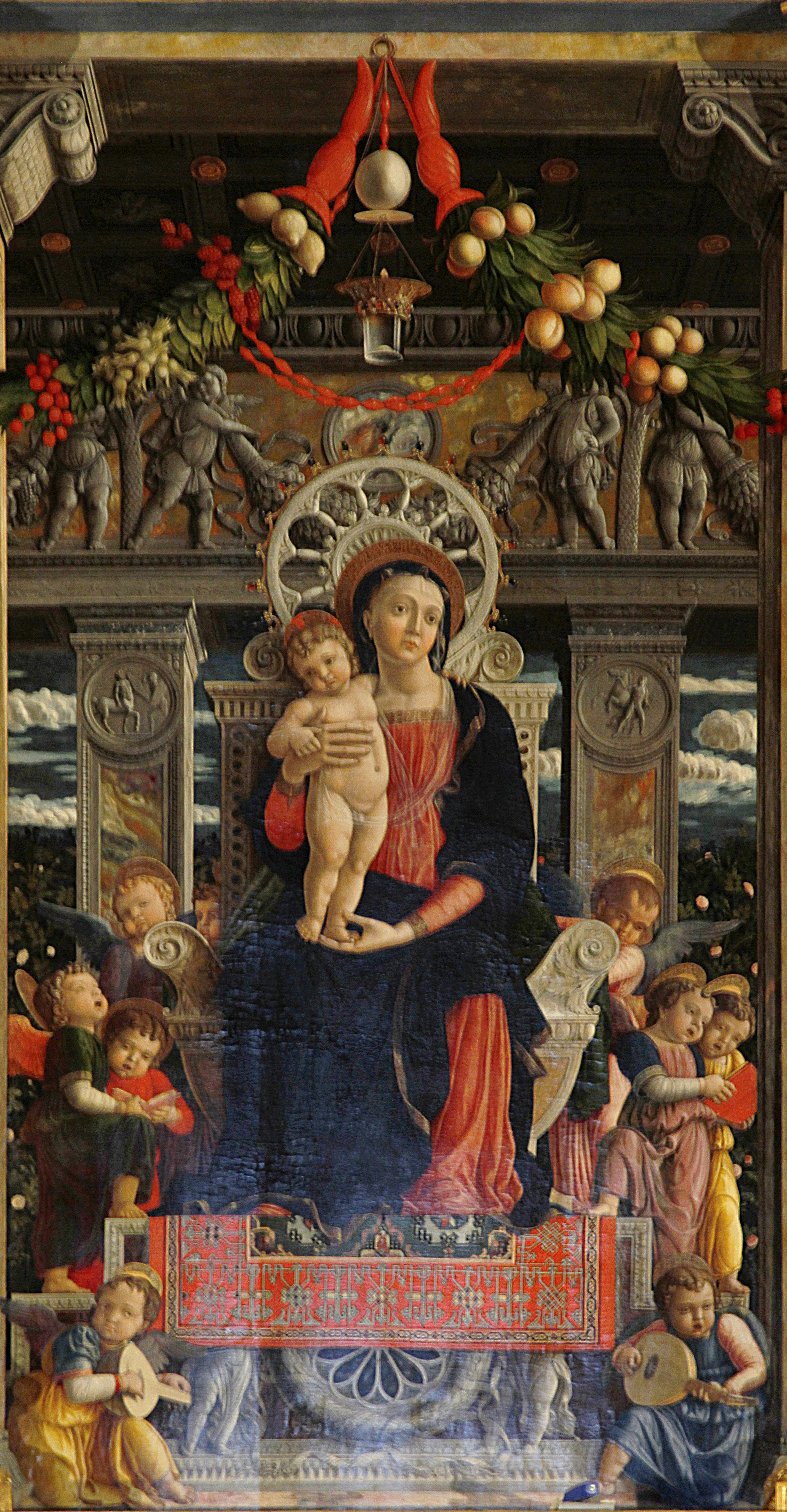
アンドレア・マンテーニャの「サンゼーノの祭壇画」の聖母マリア像。足元のトルコ絨毯と衣服の縁には擬アラビア様式が見られる。 (1456-1459)

1450年頃から、北イタリアの芸術家は絵画に擬アラビア様式を装飾として取り入れるようになる。フランチェスコ・スクァルチォーネは1455年にこの様式を取り入れ、彼の弟子であったアンドレア・マンテーニャもそれに続いた。1456年から1459年に描かれたサンゼーノの祭壇画では、マンテーニャは足元のトルコ絨毯と衣服の縁に擬アラビア様式を取り入れている。(詳細), マルムークの製本描写 (詳細)や聖母マリアの足元のトルコ絨毯に擬アラビア様式が見られる (詳細)。
擬クーフィー様式や擬アラビア様式が中世やルネサンス期に流行した正確な理由は明らかになっていない。西洋人が誤って13、14世紀の中東の文字をキリストの時代における文字と同一視してとりいれたと考えられている。「ルネサンス芸術では、擬クーフィー様式はダヴィデのような旧約聖書の英雄の衣装を装飾する際に用いられていた」。もう一つの理由としては、様々な手書き言語をまぜあわせることで芸術家が当時十字軍遠征など国際的な影響拡大の野心を抱いていたキリスト教への忠誠を誓うため文化的統一性を表現したという点が考えられる。
擬ヘブライ様式もまた時折ルネサンス絵画で見られる。マルコ・マルツィアーレの「割礼」という絵画にはヘブライ人が登場していないにもかかわらず背景のモザイクに擬ヘブライ様式が取り入れられている。この様式は特にドイツの作品で一般的であった。
16世紀後半を最後に擬アラビア様式はほとんど見られないようになっていく。ロサモンド・マックによると、「東方の文字や衣服、光背はイタリア人が古代ローマを映し出す絵画に初期キリスト教時代を見たことで次第に消えていった」とされている。

## ギャラリー

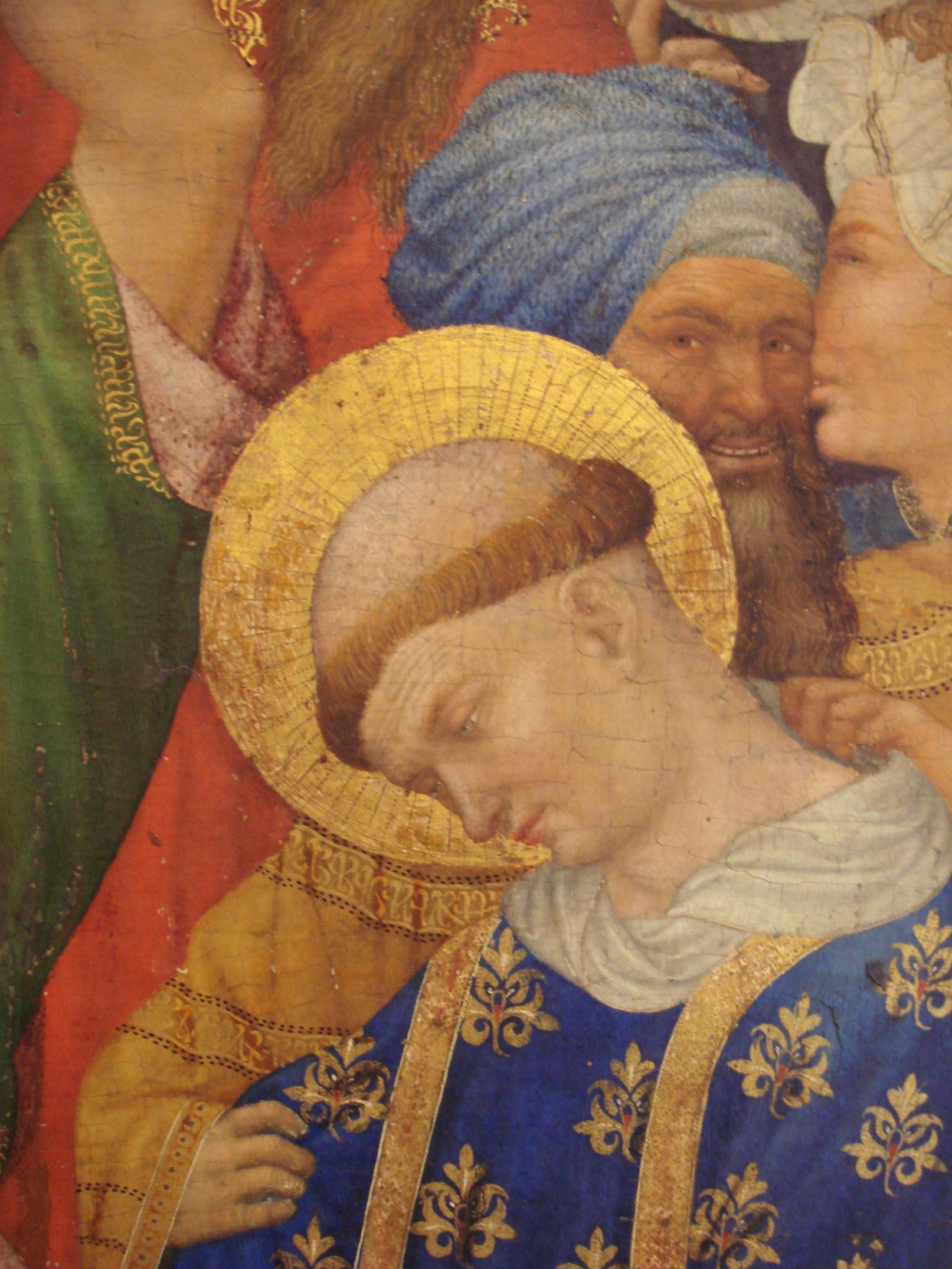
アンリ・ベルショーズの「聖ドニの祭壇画」に見られる擬クーフィー様式の衣服, 1415-1416.
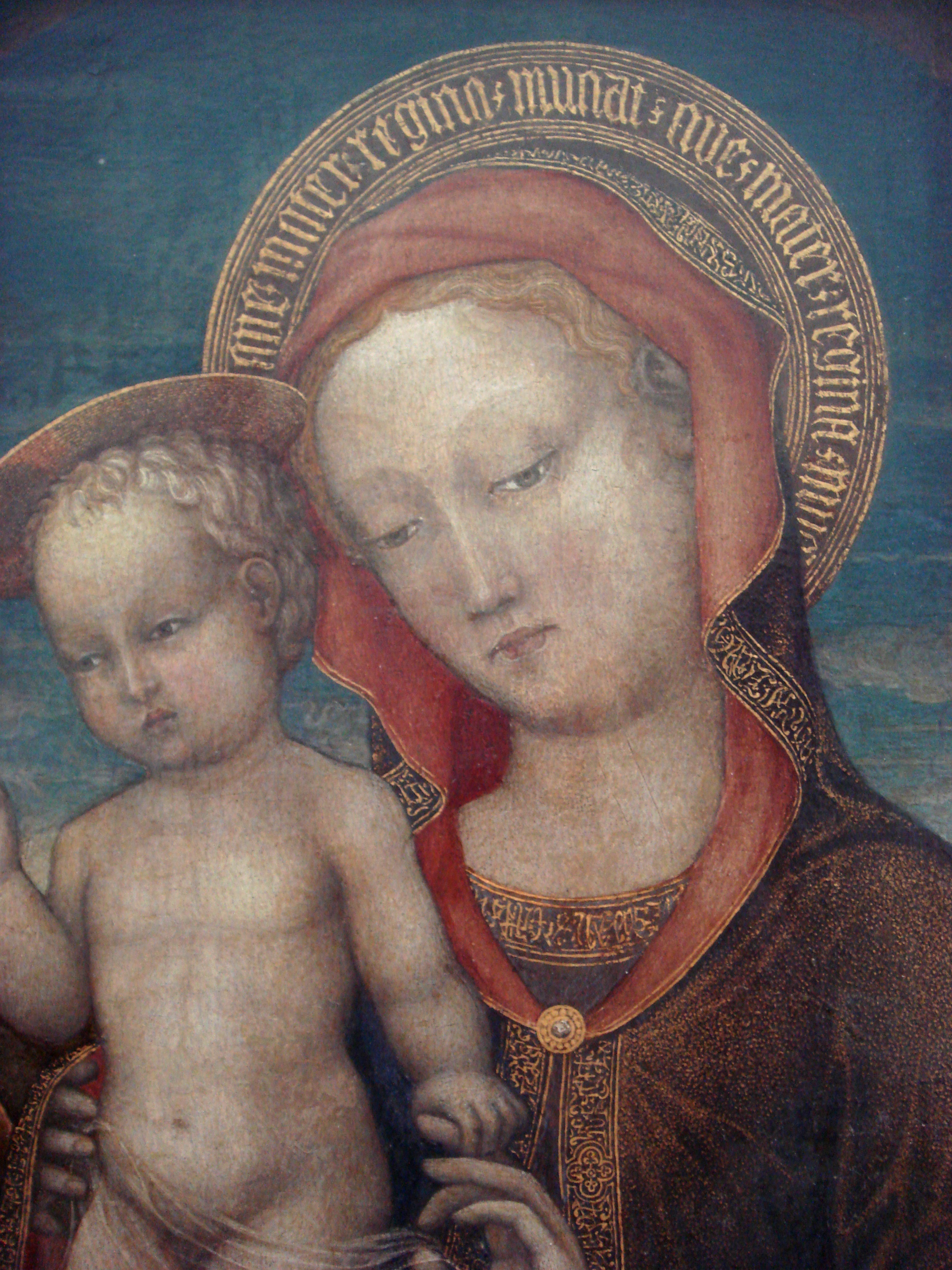
ヤーコポ・ベリーニの絵画。外套の縁には擬クーフィー文字が見られるが、光背の文字はローマン体で描かれている。 1440, ルーヴル美術館収蔵
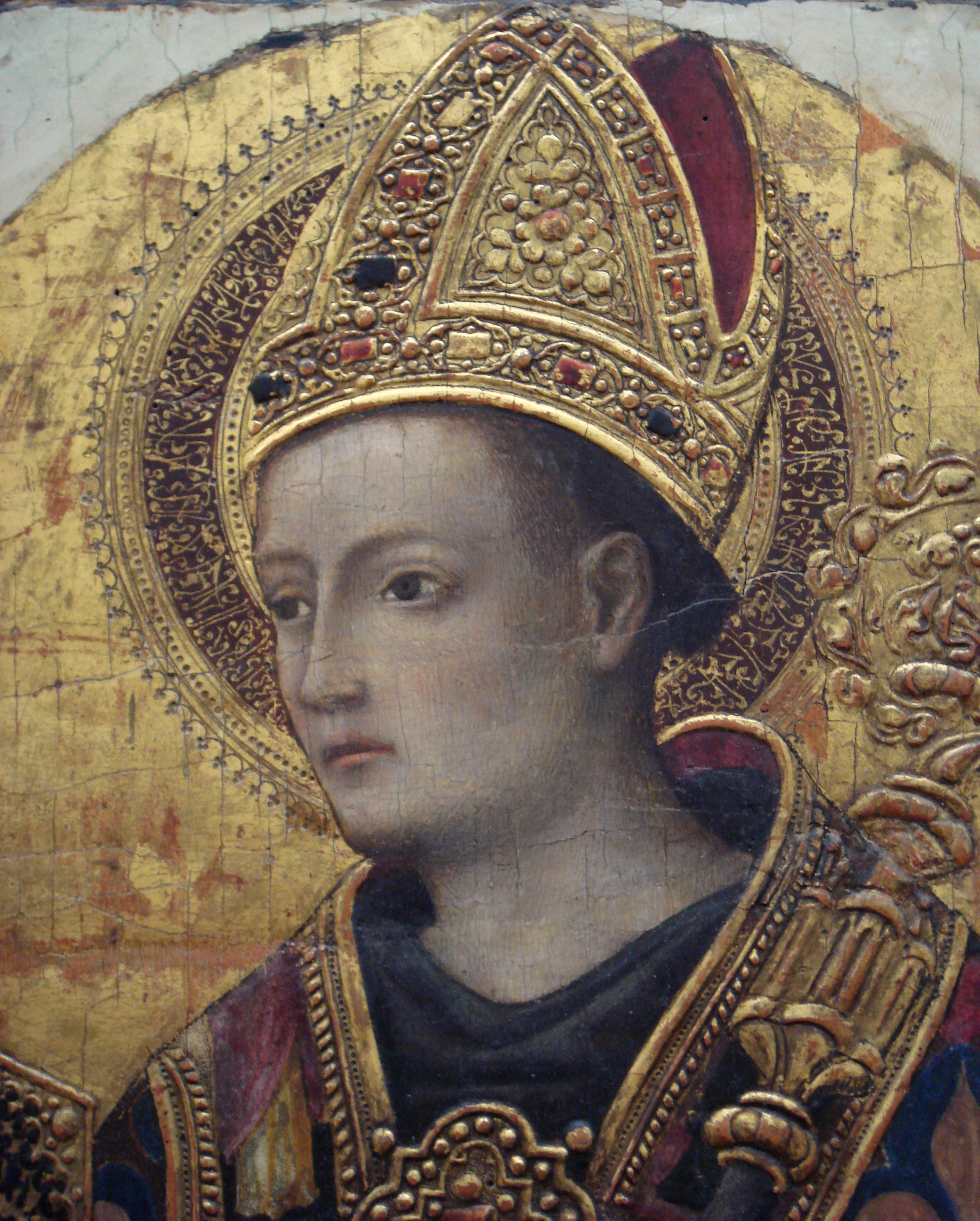
アントニオ・ヴィヴァリーニの「トゥールーズのサン・ルイ（英語版）」に見られる擬クーフィー様式の光背, 1450 ルーヴル美術館収蔵
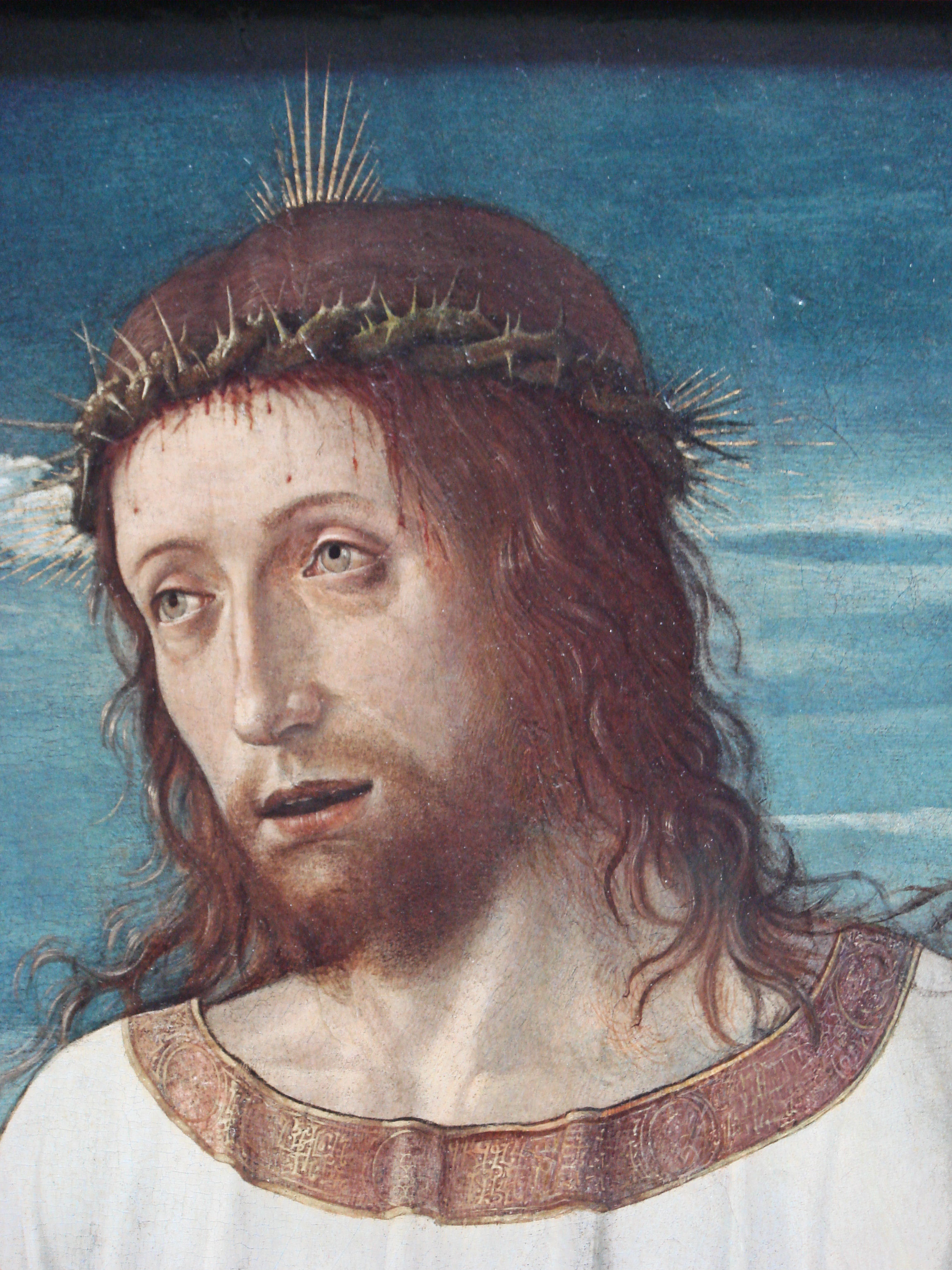
ジョヴァンニ・ベリーニの「キリストの祝福」に見られる擬クーフィー文字, 1465-1470. ルーヴル美術館収蔵
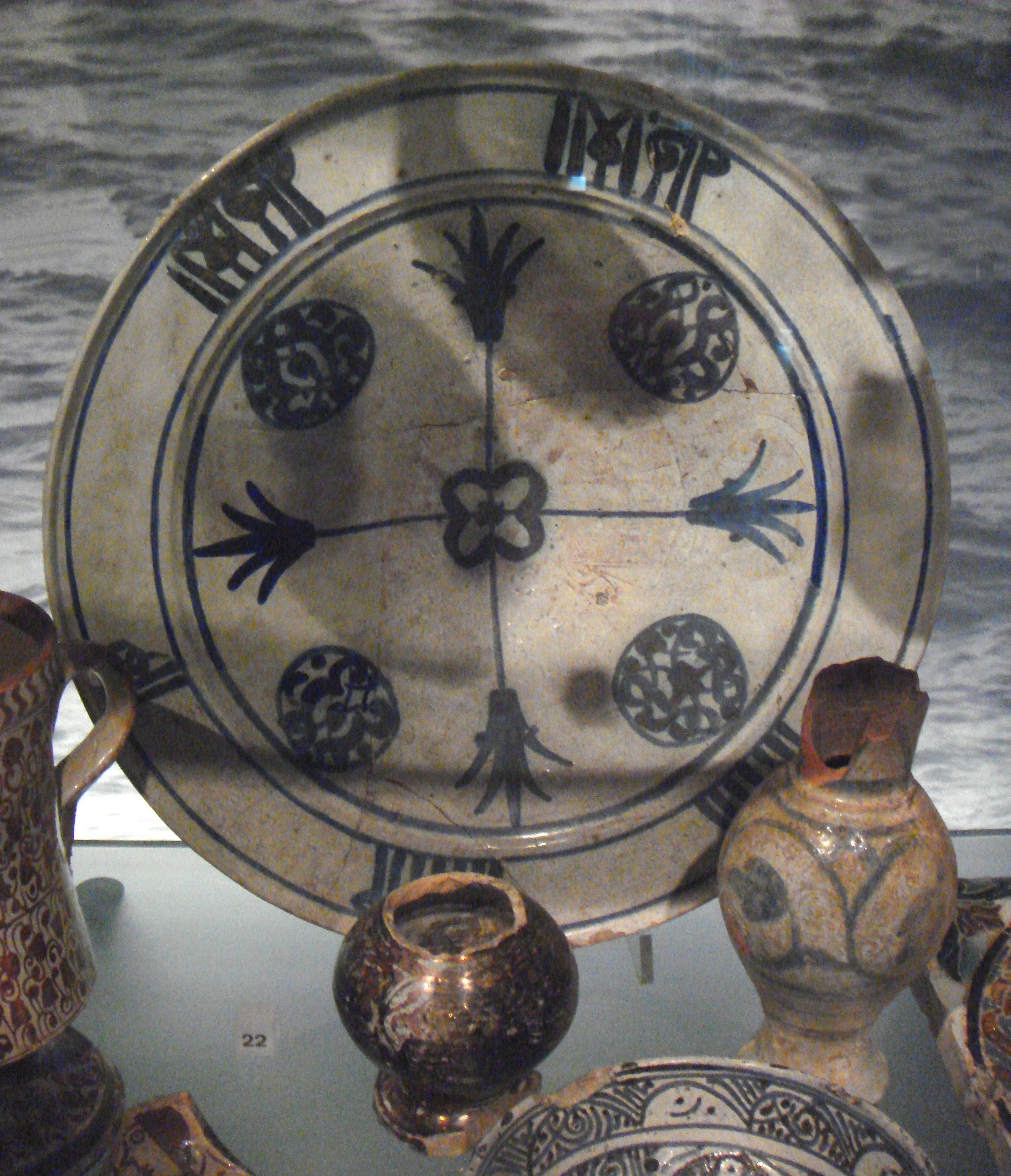
16世紀前半に作られた、隅に擬アラビア文字の入ったアンダルシアの皿, ロンドン博物館（英語版）収蔵

### 擬ヘブライ様式

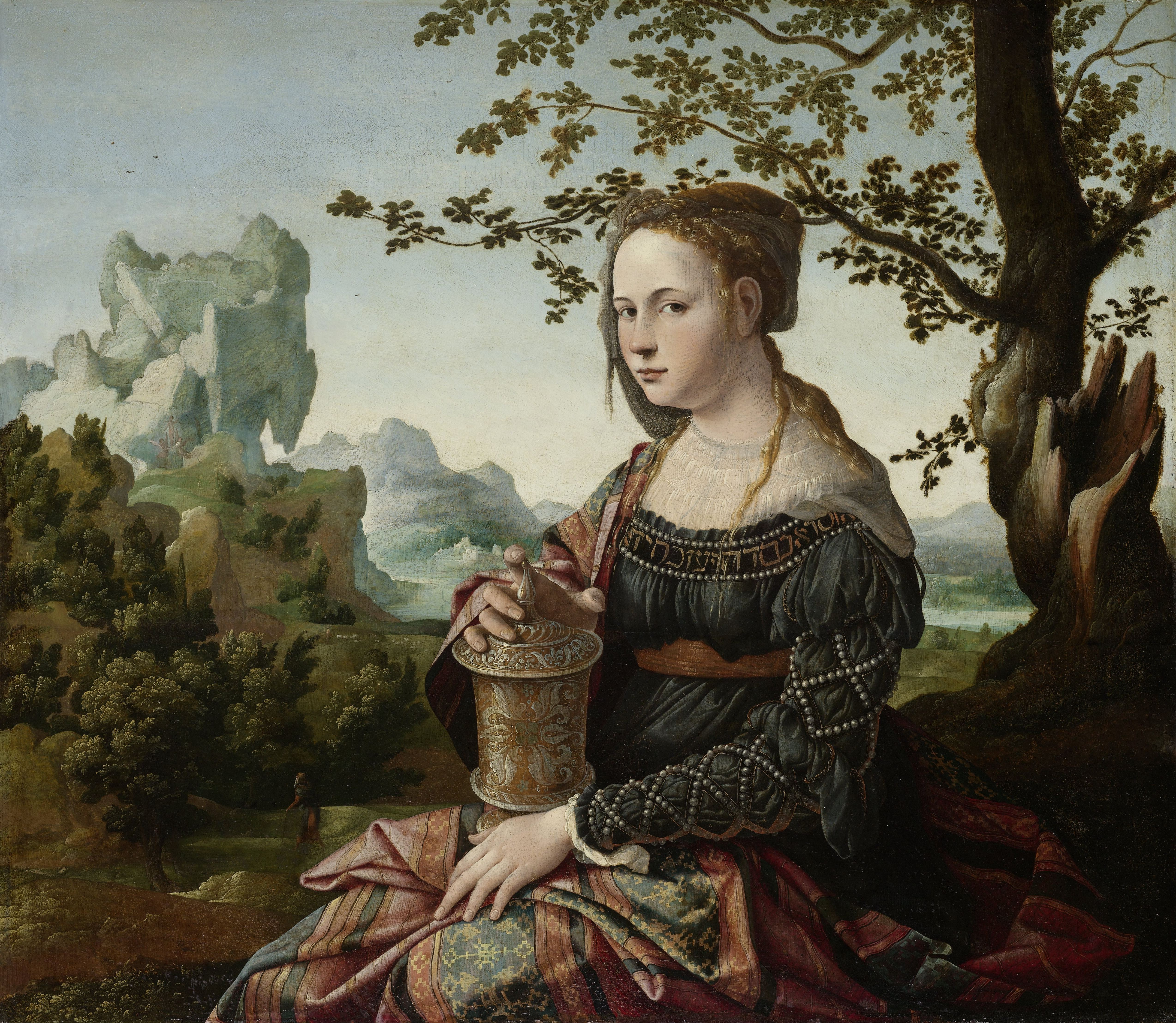
ヤン・ファン・スコーレルのマグダラのマリアに見られる擬ヘブライ様式のビスチェ, 1530.

## 参考資料
- Braden K. Frieder Chivalry & the perfect prince: tournaments, art, and armor at the Spanish Habsburg court Truman State University, 2008 ISBN 1-931112-69-X, ISBN 978-1-931112-69-7
- Cardini, Franco. Europe and Islam. Blackwell Publishing, 2001. ISBN 978-0-631-22637-6
- Grierson, Philip Medieval European Coinage Cambridge University Press, 2007 ISBN 0-521-03177-X, ISBN 978-0-521-03177-6
- Mack, Rosamond E. Bazaar to Piazza: Islamic Trade and Italian Art, 1300–1600, University of California Press, 2001 ISBN 0-520-22131-1
- Matthew, Donald, The Norman kingdom of Sicily Cambridge University Press, 1992 ISBN 978-0-521-26911-7